# Ray Armstead

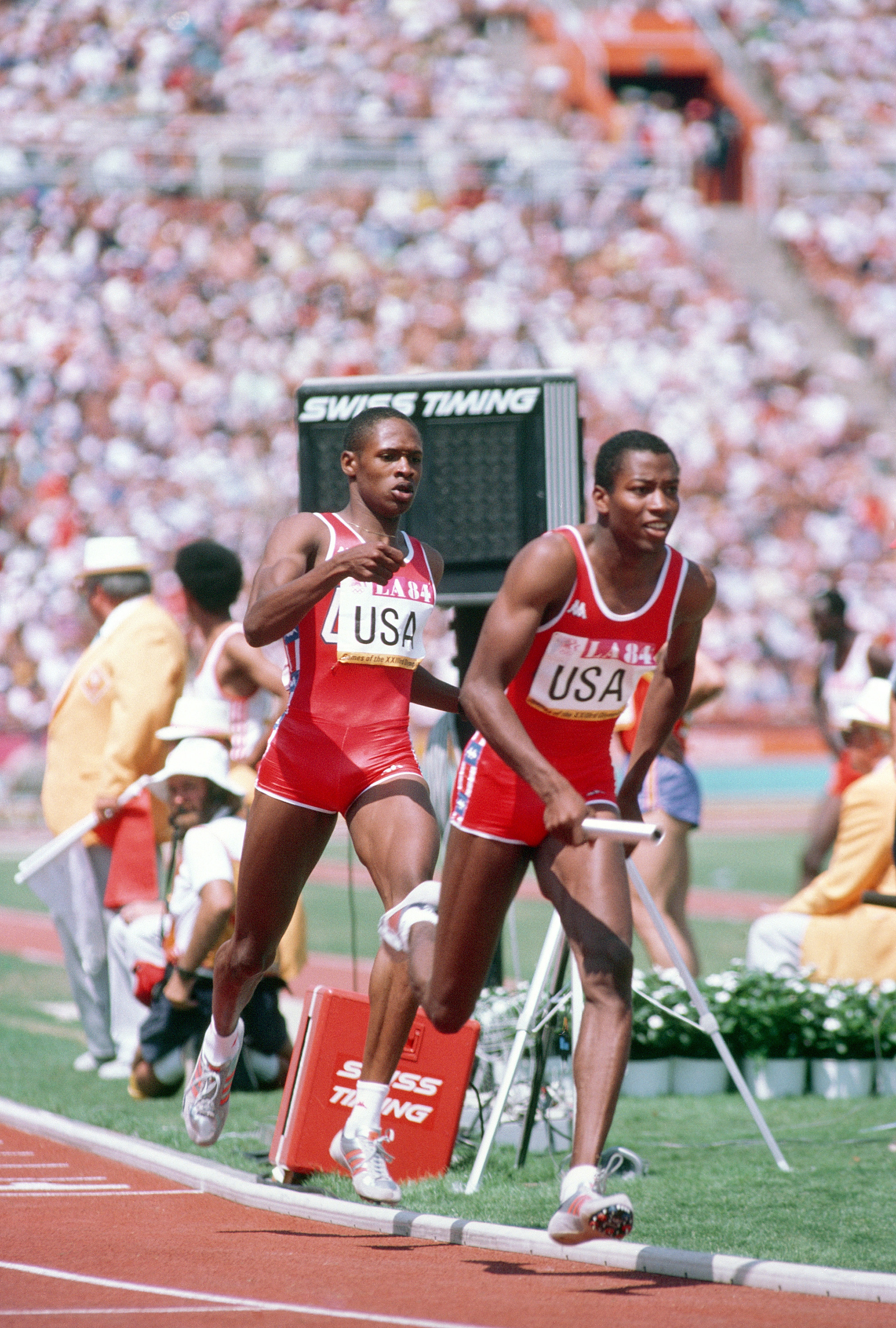
Ray Armstead (links) nach der Staffelübergabe an Alonzo Babers beim Olympiasieg 1984

Raymond "Ray" Ricky Armstead (* 27. Mai 1960 in St. Louis, Missouri) ist ein ehemaliger US-amerikanischer Leichtathlet und Olympiasieger. 
Aus dem Jahr 1982 hatte Armstead eine Bestzeit im 400-Meter-Lauf von 46,13 s. 1984 konnte er sich bei den Trials für die Olympischen Spiele 1984 als viertbester Läufer immerhin für die Staffel qualifizieren. Im Finale lief Sunder Nix an und lag hinter dem nigerianischen und dem australischen Startläufer. Ray Armstead als Zweiter konnte den Nigerianer überholen, lag aber immer noch hinter dem zweiten Australier Darren Clark. Als dritter Läufer für die USA war der Olympiasieger im Einzelrennen Alonzo Babers unterwegs, der deutlich in Führung ging. Schlussmann Antonio McKay konnte den Vorsprung bis ins Ziel halten, die Siegerzeit betrug 2:57,91 min. Silber ging an die Briten vor Nigeria und Australien. Erstmals waren in einem Rennen in der 4-mal-400-Meter-Staffel vier Mannschaften unter drei Minuten geblieben.
Ray Armstead stellte seine persönliche Bestzeit von 44,83 s 1984 beim Meeting Weltklasse Zürich auf.